# Парфеньево (Любимский район)
Парфеньево — деревня в Любимском районе Ярославской области.
С точки зрения административно-территориального устройства входит в состав Воскресенского сельского округа. С точки зрения муниципального устройства входит в состав Воскресенского сельского поселения.

## География
Деревня расположена на левом берегу реки Песколдыш. Расстояние до:
- Центра района (Любим) — 18 км;
- Центра сельского поселения (Гузыцино) — 18,6 км.
- Центра области (Ярославль) — 101 км.

### Климат
Климат характеризуется как умеренно-континентальный с умеренно-теплым влажным летом, умеренно-холодной зимой и ярко выраженными сезонами весны и осени. Среднегодовая температура — +3,2°С. Средняя температура самого тёплого месяца (июля) — +18,2°С; самого холодного месяца (января) — −11,7°С. Абсолютный максимум температуры — +34°С; абсолютный минимум температуры — −35°С.

## История
Каменная церковь в честь Рождества Пресвятой Богородицы построена в 1809 году на средства прихожан. В ней было три престола: в летнем храме — во имя Рождества Богородицы, в зимнем два престола: с северной стороны — св. и чуд. Николая, а с южной — Пресвятой Троицы. 
В конце XIX — начале XX века деревня входила в состав Васильевской волости Любимского уезда Ярославской губернии.
С 1929 года село являлось центром Парфеньевского сельсовета Любимского района, в 1935 — 1963 годах в составе Пречистенского района, с 1954 года — в составе Воскресенского сельсовета, с 2005 года — в составе Воскресенского сельского поселения.

## Население
| 1859 | 1914 | 2002 | 2007 | 2010 |
| ---- | ---- | ---- | ---- | ---- |
| 134  | ↗217 | ↘1   | ↘0   | →0   |

## Достопримечательности
В деревне расположена недействующая Церковь Рождества Пресвятой Богородицы (1809).